# Ein Fetzen Leben
Ein Fetzen Leben ist ein US-amerikanischer Kriegsfilm von Lewis R. Foster aus dem Jahre 1956. 

## Handlung
Willie und Dave, zwei amerikanische Rekruten, erholen sich während des Italien-Feldzuges 1944 in einem Camp. Als ein Soldat durch einen Kopfschuss eines Heckenschützen getötet wird, sind beide geschockt. Eine Patrouille wird ausgesandt, um den Schützen zu finden. Davie stößt im Unterholz auf ihn. Trotz seines Überraschungsvorteiles kann Dave, der seinem Freund Willie seine Angst vor dem Kampf gestanden hat, nicht auf ihn feuern. Sergeant Wollaston kommt Dave zu Hilfe und tötet den feindlichen Schützen, der schon auf Dave angelegt hat. 
Als Dave Wollaston am nächsten Morgen dankt, zeigt sich der Sergeant tiefreligiös. Die Einheit bekommt vier Tage Pause. Während Dave und Willie sich vergnügen, besucht Wollaston eine alte Kirche. Willie und Dave wollen Wollaston etwas Gutes tun und bezahlen Fiamma, den Sergeanten zu besuchen. Fiamma trifft auf Wollaston, als dieser ein Kruzifix von einem Straßenhändler ersteht, und lädt ihn zum Essen ein. Wollastons Wunsch nach Buttermilch bringt sie durcheinander. Sie bringt ihn zu einem nahen Bauernhof und sieht ihm verblüfft zu, wie er Buttermilch in sich hineinschüttet. Er erzählt ihr von seinem alkoholkranken Vater, seiner Mutter, die ihn verlassen hat und seinem Onkel, der ihn adoptiert und im Glauben geschult hat. Am Abend bringt er Fiamma nach Hause, flieht aber in Panik, als sie ihn zu küssen versucht. Als er zu ihr zurückkehrt, beruhigt Fiamma ihn, dass ihre Gefühle nichts Schlechtes sind. Sie überredet ihn, den Rest seiner freien Zeit mit ihr zu verbringen.
Als Fiamma am letzten Tag über Hochzeit und aufrichtiger Liebe spricht, bricht Wollastons Widerstand zusammen. Er küsst sie, gibt ihr das Kruzifix und schwört ihr, zurückzukehren und sie zu heiraten. Fiamma trifft in einer Kneipe auf Dave, dem sie das Geld zurückgeben will, weil sie sich in Wollaston verliebt hat. Dave ist erfreut und verspricht, nichts über ihr Geschäft und über Fiammas vorheriges Leben als Prostituierte zu sagen. Wollaston kommt hinzu und wird von Dave beglückwünscht. Ein Soldat betritt die Kneipe, erkennt Fiamma und will mit ihr auf ein Zimmer. Wollaston kann den Soldaten vertreiben, doch er zwingt Fiamma dazu, von ihrer Vergangenheit zu erzählen. Der erboste Sergeant verlässt die Kneipe. Die weinende Fiamma folgt ihm und bittet um Vergebung. Als Wollaston sich weigert und ihr das Kreuz vom Hals reißt, erzählt sie ihm von ihrem Geschäft mit Dave, was Wollaston nur noch mehr erzürnt.
Im Camp gewinnt Willie 1.000 Dollar beim Würfelspiel und wird zu einer Revanche aufgefordert. Dave versucht, ihn zu hindern, doch Willie, der mit dem Gewinn ein Restaurant in New Jersey eröffnen will, macht weiter. Schon bald ist er vom Pech verfolgt. Als ein Luftangriff erfolgt, spielen Willie und sein Gegner weiter. Das Glück kehrt zu Willie zurück und er streicht einen Gewinn von 30.000 Dollar ein. Richtig freuen kann sich Willie nicht, denn er wird von dem immer noch wütenden Wollaston auf eine Patrouille geschickt. Der Sergeant verweigert ihm dazu auch noch die Zeit, das Geld zu verstecken. Dave konfrontiert Wollaston mit seiner Ansicht, er sei ein Heuchler und habe Angst jemandem zu vergeben. Wollaston erlaubt Dave, das Geld zu verstecken.
Die Patrouille greift ein Bauernhaus an, das von Deutschen besetzt ist. Wieder bekommt Dave während des Kampfes Panikattacken. Nachdem die Deutschen sich zerstreut haben, suchen die Männer Zuflucht in dem Haus. Zu Wollastons Gruppe gehören neben Willie und Dave auch Smitty und der schwerverletzte Wilbur. Wollaston befürchtet, dass weitere Feinde in der Gegend sind und befiehlt, Wilbur zurückzulassen. Die Männer begehren auf, und Wollaston erlaubt Smitty, die Wunden des Verletzten zu versorgen. Kurze Zeit später nimmt ein deutscher Panzer das Haus unter Beschuss. Wilbur und Smitty sterben. In einer Feuerpause kann Wollaston Willie aus den Trümmern befreien, bemerkt dabei, dass der seine Uniform mit dem gewonnenen Geld vollgestopft hat. Wütend greift Wollaston nach den Scheinen und wirft einige auf den Boden. Der Panzer feuert wieder, Wollaston wird verwundet. Willie versucht das Geld vom Boden aufzunehmen, wird dabei getroffen und stirbt. Daves Mut wird durch den Tod seines Freundes gestärkt. Er kann den feindlichen Panzer zerstören. Er sammelt das Geld seines Freundes auf und informiert Wollaston, er wolle das Geld Willies Frau übersenden. Er will ihr sagen, dass er dabei gestorben ist, es für sie zu holen. Auf die Frage, wofür Wollaston zu sterben bereit sei, händigt er Dave das Kruzifix aus. Dave hebt den Sergeant auf seine Schultern und kehrt mit ihm ins Lager zurück.

## Kritiken
„Kriegsfilm-Konfektion, die sich durch ihren Scheinrealismus um tiefere Wirkung bringt. Die Darsteller, vor allem Mickey Rooney, spielen ihre Rollen bemerkenswert.“

„Ein Kriegsdrama, das sich durch seine Scheinwirklichkeit selbst um die erhoffte tiefere Wirkung bringt.“

## Hintergrund
- Durch das Superscope-Verfahren wurde der Film mit einem Bildformat von 2,0:1 aufgeführt.
- Die Regiebeteiligung von Mickey Rooney blieb unerwähnt.
- Der Film wurde auf einer Ranch im Simi Valley in Kalifornien gedreht.
- Den Titelsong des Filmes komponierten Mickey Rooney und Ross Bagdasarian.

## Auszeichnungen
- 1957: Oscar-Nominierung für den besten Nebendarsteller
- 1957: Oscar-Nominierung für das beste Originaldrehbuch